# What's Going On (음반)
| 전문가 평가                   | 전문가 평가 |
| 평가 점수                     | 평가 점수   |
| 출처                          | 점수        |
| ----------------------------- | ----------- |
| AllMusic                      | [ 2 ]       |
| Chicago Tribune               | [ 3 ]       |
| Christgau's Record Guide      | B+          |
| MusicHound R&B                | 5/5         |
| The Observer                  | [ 6 ]       |
| Rolling Stone                 | [ 7 ]       |
| The Rolling Stone Album Guide | [ 8 ]       |
| Slant Magazine                | [ 9 ]       |
| Sputnikmusic                  | 3/5         |
| The Village Voice             | B           |

《What's Going On》은 미국의 솔 가수, 작곡가, 프로듀서 마빈 게이의 열한 번째 스튜디오 음반이다. 1971년 5월 21일, 모타운 레코드 자회사 레이블 타믈라가 발매했다. 게이는 미국 디트로이트의 히츠빌 U.S.A., 골든월드, 유나이티드 사운드 스튜디오, 캘리포니아주 웨스트할리우드의 사운드 팩토리 등에서 1970년부터 1971년 사이에 음반을 녹음했다. 이 음반은 그를 프로듀서로서, 그리고 펑크 브라더스로 알려진 세션 음악가인 모타운의 사내 스튜디오 밴드에게 크레딧을 준 그의 첫 음반이었다.
《What's Going On》은 대부분의 곡이 다음 곡으로 넘어가고 연작 가곡으로 분류된 콘셉트 음반으로, 음반의 오프닝 테마를 리플레이하는 것으로 끝난다. 이 노래들이 정립한 서사는 베트남 참전용사가 고국으로 돌아와 증오와 고통, 불의의 광경을 목격하는 관점에서 전해진다. 게이의 자기성찰적인 가사는 약물 남용, 빈곤, 베트남 전쟁 등의 주제를 탐구한다. 그는 또한 생태학적 문제에 대한 대중의 항의가 두드러지기 전에 생태학적 문제에 대한 인식을 증진시킨 공로를 인정받았다.
이 음반은 즉각적인 상업적이고 비판적인 성공을 거두었고, 결국 1970년대 솔의 고전으로 여겨졌다. 2001년, 이 음반의 디럭스 에디션은 워싱턴 D.C.의 케네디 센터에서 열린 게이의 1972년 5월 콘서트 녹음을 담은 디럭스 에디션으로 발매되었다. 비평가, 음악가, 일반 대중을 대상으로 한 광범위한 조사에서 《What's Going On》은 대중음악에서 가장 위대한 음반 중 하나이자 획기적인 음반으로 여겨지고 있다. 2003년에 《롤링 스톤》은 이 음반을 역사상 가장 위대한 음반 500장 목록에서 6위, 그리고 9년 후에 업데이트된 목록에 포함시켰다.

## 배경
1960년대 말, 마빈 게이는 모타운의 노래 파트너인 타미 테렐의 뇌종양 진단, 안나 고디와의 결혼 실패, 코카인에 대한 의존도 증가, 국세청과의 문제, 1961년 계약한 레이블인 모타운 레코드와의 갈등 등으로 깊은 우울증에 빠졌다. 어느 날 밤, 디트로이트 아파트에 숨어있던 게이는 권총으로 자살을 시도했지만, 베리 고디의 아버지의 범행에서 구해졌다.
게이는 〈I Heard It Through the Grapevine〉과 〈Too Busy Thinking About My Baby〉 등의 히트곡을 낸 솔로 아티스트와 타미 테렐과의 듀엣 아티스트로 이 시기에 더 국제적인 성공을 경험하기 시작했지만, 게이는 이 시기에 자신의 성공을 "적당하지 않다"면서 "인형 베리의 꼭두각시, 안나의 꼭두각시입니다. 나만의 생각이 있었고 그것을 사용하고 있지 않았어요."라고 말했다. 1970년 3월, 게이의 노래 파트너인 테렐은 뇌종양으로 사망했다. 그 가수는 테렐의 죽음에 대해 몇 년 동안 무대에서 공연하는 것을 거부함으로써 응답했다. 1970년 1월, 모타운은 게이의 다음 스튜디오 음반 《That's the Way Love Is》를 발매했지만, 게이는 녹음 홍보를 거부하며 집에 있는 것을 선택했다. 이 한적한 기간 동안, 게이는 수염을 기르기 위해 이전의 깨끗하게 깎은 이미지를 버렸고, 정장이나 예복보다는 스웨터를 입는 것을 더 좋아했다.
이 가수는 또한 그의 영성과 다시 접촉했고 1960년대에 몇몇 모타운 레코딩에 사용되었던 디트로이트 심포니 오케스트라가 개최한 여러 콘서트에 참석하기도 했다. 1970년 봄 무렵, 게이 또한 프로 미식축구팀인 NFL의 디트로이트 라이언스와의 미식축구 경력을 진지하게 추구하기 시작했으며, 심지어 이스턴 미시간 이글스 풋볼 팀과도 함께 운동했다. 하지만 그의 트라이아웃 추구는 구단주가 앞으로 부상할 경우 선수 생활을 망칠 것이라고 조언한 이후 중단됐다. 게이는 당시 디트로이트 피스턴스의 스타 데이브 빙뿐만 아니라 멜 파르, 찰리 샌더스, 렘 바니 등 3명의 라이언스 팀 동료들과 친구가 될 것이다.

## 곡 목록
| #  | 제목                                  | 작사·작곡                             | 재생 시간 |
| -- | ------------------------------------- | ------------------------------------- | --------- |
| 1. | 〈What's Going On〉                   | 마빈 게이, 알 클리블랜드, 르날도 벤슨 | 3:53      |
| 2. | 〈What's Happening Brother〉          | 게이, 제임스 닉스 주니어              | 2:43      |
| 3. | 〈Flyin' High (In the Friendly Sky)〉 | 게이, 안나 고디 게이, 엘지 스토버     | 3:49      |
| 4. | 〈Save the Children〉                 | 게이, 클리블랜드, 벤슨                | 4:03      |
| 5. | 〈God Is Love〉                       | 게이, A. 게이, 스토버, 닉스           | 1:41      |
| 6. | 〈Mercy Mercy Me (The Ecology)〉      | 게이                                  | 3:16      |

| #  | 제목                                        | 작사·작곡              | 재생 시간 |
| -- | ------------------------------------------- | ---------------------- | --------- |
| 1. | 〈Right On〉                                | 게이, 얼 드루엔        | 7:31      |
| 2. | 〈Wholy Holy〉                              | 게이, 벤슨, 클리블랜드 | 2:43      |
| 3. | 〈Inner City Blues (Make Me Wanna Holler)〉 | 게이, 닉스             | 5:26      |

| #   | 제목              | 작사·작곡                           | 재생 시간 |
| --- | ----------------- | ----------------------------------- | --------- |
| 10. | 〈God Is Love〉   | 게이, A. 게이, 스토버, 닉스         | 2:48      |
| 11. | 〈Sad Tomorrows〉 | 게이, 풀러 B. 고디, 들로레스 윌킨슨 | 2:22      |

## 인증
| 국가                       | 인증     | 판매량/출하량 |
| -------------------------- | -------- | ------------- |
| 영국 (BPI)                 | 플래티넘 | 300,000^      |
| 미국 (RIAA)                | 골드     | 500,000^      |
| ^출하량을 기반으로 한 인증 |          |               |